# A 2000 (álbum)
Cuarteto Característico Cordobés: Rodrigo A 2000, o simplemente A 2000, es el segundo álbum en vivo y el último en vida del cantante argentino de cuarteto Rodrigo Bueno. El álbum fue grabado el 23 de julio de 1999 en S'Combro Bailable de José C. Paz en la provincia de Buenos Aires, Argentina.

## Lista de canciones
| N.º | Título                                       | Escritor(es)                                   | Duración |  |
| 1.  | «Yerba mala»                                 | Flavio Bueno · Elías Vázquez Martínez          | 6:16     |  |
| 2.  | «Cómo le digo»                               | Flavio Bueno · Sergio Yanotti                  | 5:15     |  |
| 3.  | «Fuego y pasión»                             | Flavio Bueno · Teddy Tessel                    | 4:21     |  |
| 4.  | «Soy cordobés»                               | Flavio Bueno · Teddy Tessel                    | 5:02     |  |
| 5.  | «Que ironía»                                 | Paz Martínez                                   | 4:07     |  |
| 6.  | «El viaje»                                   | Flavio Bueno · Teddy Tessel                    | 4:48     |  |
| 7.  | «Aprendiz»                                   | Alejandro Sanz                                 | 6:07     |  |
| 8.  | «Amor clasificado»                           | Flavio Bueno · Luis Altamirano · Vikingo       | 5:44     |  |
| 9.  | «Por vivir jugando» (con Daniel Castillo)    | Flavio Bueno · Daniel Castillo · Luis Castillo | 6:38     |  |
| 10. | «Un largo camino al cielo»                   | Flavio Bueno                                   | 6:43     |  |
| 11. | «Por lo que yo te quiero» (con Walter Olmos) | Chema Purón · Juan Velón                       | 4:08     |  |
| 12. | «Himno del cucumelo»                         | Hernán de Vega                                 | 4:06     |  |

## Posicionamiento en listas
| Listas (2000)     | Mejor posición |
| ----------------- | -------------- |
| Argentina (CAPIF) | 1              |

## Certificaciones
| País      | Organismo certificador | Certificación | Ventas certificadas | Ref.  |
| --------- | ---------------------- | ------------- | ------------------- | ----- |
| Argentina | CAPIF                  | 4× Platino    | 240 000             | [ 2 ] |

## Premios y nominaciones
| Año  | Premio                | Categoría                  | Resultado | Ref(s).     |
| ---- | --------------------- | -------------------------- | --------- | ----------- |
| 2001 | Premios Carlos Gardel | Álbum del año              | Nominado  | [ 3 ] [ 4 ] |
| 2001 | Premios Carlos Gardel | Artista masculino tropical | Ganador   | [ 3 ] [ 4 ] |